# Martin Kippenberger
Martin Kippenberger (ur. 25 lutego 1953 w Dortmundzie, zm. 7 marca 1997 w Wiedniu) – niemiecki rzeźbiarz, grafik, malarz i autor instalacji.
W 1978 roku wraz z Giselą Capitain założył Kippenberger Büro, miejsce do tworzenia wystaw i wydarzeń, na wzór Factory Andy’ego Warhola. „W instalacji Spiderman Atelier (1996) Kippenberger przedstawia artystę jako komiksowego Człowieka Pająka (Spider-Man). Postać artysty staje się rodzajem bohatera gotowego do skoku, wkroczenia do akcji”.
Artystka Jutta Koether powiedziała o nim m.in.: „Jego różne alter-ego a także wielokrotne charaktery (Człowiek Pająk, Człowiek Jajko, Żaba, etc) a także wiele jego samo-uprzedmiotowań, wszystko to było dla mnie bardzo inspirujące jako rodzaj napędu dla tworzenia różnych [artystycznych] sytuacji”.
W sierpniu 2008 roku jego rzeźba, wystawiona w Muzeum w Bolzano, przedstawiająca zieloną, ukrzyżowaną żabę z kuflem piwa i jajkiem, została potępiona przez papieża Benedykta XVI jako obrażająca uczucia religijne.

## Wybrane prace
- Jacqueline: the paintings Pablo couldn’t paint anymore, 1996, cykl obrazów
- The Happy End of Franz Kafka’s Amerika, 1994, instalacja
- Heavy Burschi [Heavy Guy], 1991, instalacja
- Tiefes Kehlchen, 1991, instalacja
- METRO-Net, projekt o podziemnym systemie połączeń, różne prace w różnych lokalizacjach
- Uno di voi, un tedesco in Firenze, 1977, cykl obrazów

## Wybrane wystawy
- Martin Kippenberger: The Problem Perspective, 2009 MOCA, Los Angeles, Stany Zjednoczone Informacja prasowa PDF
- Martin Kippenberger, 2006, Tate Modern, Londyn, Wielka Brytania Strona internetowa wystawy
- Nach Kippenberger, 2004, Muzeum Van Abbe, Eindhoven, Holandia Strona muzeum